# جيمي جايلز
جيمي جايلز (بالإنجليزية: Jimmy Giles)‏ (21 أبريل 1946 في المملكة المتحدة - ) هو لاعب كرة قدم بريطاني في مركز الدفاع. لعب مع تشارلتون أثلتيك وسويندون تاون ونادي إكزتر سيتي ويوفل تاون ونادي ألدرشوت.